# Сивилла (картина Досси)
«Сивилла» — картина итальянского художника Доссо Досси из собрания Государственного Эрмитажа (зал 215).
Картина, с большой долей вероятности, изображает древнегреческую прорицательницу — сивиллу Кумскую, держащую в руках плиту в виде «Сивиллиной книги»; на плите имеется трудноразличимая латинская надпись LUX / NON DA / TVR AB / SO… B (Свет не дан преисподней).
Ведущий научный сотрудник отдела западноевропейского искусства Эрмитажа Т. К. Кустодиева, описывая картину, отмечала:

Художник одним из первых обратился к народному итальянскому типу лица, предвосхищая в этом отношении образы Караваджо… Его сивилла — итальянка, темноволосая, большеглазая, с пухлыми губами; она заметно отличается от идеализированных персонажей современных Досси мастеров, в ней ярко подчёркнуты национальные черты.

На обороте картины имеются две наклейки с надписями; одна из них гласит: «Приобретена Его превосходительством князем П. М. Волконским Министром Императорского двора 1814 года». На другой наклейке находится почти стертая надпись: «Gaspar Becerra / Ne en 1520, mori en 1570 / Еcole de Berruguerte» («Гаспар Бесерра, род. в 1520, ум. в 1570. Школа Берругерте»).
Датой создания картины считается вторая половина 1520-х годов, хотя рядом исследователей назывались и другие даты: 1516—1518 годы и вторая половина 1530-х годов.
Ранняя история картины неизвестна. В 1814 году она находилась в амстердамском собрании английского банкира Уильяма Кузвельта, у которого в составе всей его коллекции была куплена для Эрмитажа. По прибытии в Эрмитаж документация на картину была запутана и долгое время считалось что она была приобретена для Эрмитажа в 1834 году российским консулом в Кадисе А. Гесслером. Кроме того считалось что её автором являлся испанский художник Гаспар Бесерра, поскольку его имя значится на этикетке с обратной стороны картины. Под этим именем картина числилась в каталогах Эрмитажа начиная с 1863 года, и только в каталоге 1912 года в качестве автора впервые был указан — Доссо Досси. Окончательно обе эти ошибки были исправлены лишь в 2005 году. В настоящее время авторство Досси считается бесспорным.
В начальный период своего существования картина была серьёзно повреждена и имела несколько прорывов холста в верхней (выше и правее головы сивиллы) и центральной (на груди) части, эти прорывы были с обратной стороны заклеены пластырями, а с лицевой — реставрированы, в результате чего доска с надписями и правая рука сивиллы были скрыты. 
В 1935 году картина прошла в Эрмитаже капитальную реставрацию, укреплены старые пластыри и расчищена от старых избыточных реставрационных записей. В частности были расчищены ранее скрытые доска с надписью («сивиллина книга») и правая рука сивиллы. Позднее картина прошла рентгеноскопическое исследование, по итогам которого под красочным слоем выявлен набросок женской головы в фас; было установлено что этот набросок очень близок к картине Доссо «Святая Екатерина» из Галереи Боргезе в Риме. 
Лионелло Вентури предполагал что картина некогда принадлежала феррарскому герцогу Альфонсо I д’Эсте, и что у картины была парная к ней, упомянутая в инвентаре 1632 собрания Каноничи в той же Ферраре. Вентури цитирует описание картины из этого инвентаря: «Сивилла Доссо, полуфигура, в руке книга с такой надписью: a Summo Coelo egressio eius, в ореховой раме, слегка позолоченной, 50 скуди». В данном случае приводится фрагмент из псалмов Давида: «От края небес исход его…». (Пс 18: 7.). Эта картина 15—16 мая 1962 года проходила на аукицоне «Финарте» в Милане; в настоящее время её местонахождение неизвестно; Хамфри и Лукко считали что это «копия позднего чинквеченто, невысокого качества, несколько иная, прежде всего с другой надписью и цветом одежды». Таким образом эта копия не могла быть парной к эрмитажной картине.
Среди картин, приобретённых в 1656 году папой Александром VII значится «сивилла в жёлтой рубашке, размером две с половиной пяди», Фумагалли считает что эта картина соответствует картине из собрания Кузвельта.
Существовала старинная копия картины, созданная в XVII веке (холст, масло, 65,5 × 56), она известна только по фотографии и её современное местонахождение не установлено. 